# نادي كيهيدي
نادي كيهيدي لكرة القدم هو نادي كرة قدم موريتاني مقره بكيهيدي.